# Vallone del Grauson
Vallone del Grauson este o arie protejată (arie specială de conservare — SAC, sit de importanță comunitară — SCI) din Italia întinsă pe o suprafață de 489 ha, integral pe uscat.

## Localizare
Centrul sitului Vallone del Grauson este situat la coordonatele 45°38′20″N 7°23′04″E / 45.638889°N 7.384444°E.

## Înființare
Situl Vallone del Grauson a fost declarat sit de importanță comunitară în septembrie 1995 pentru a proteja 2 specii de plante și 6 specii de animale. Situl a fost protejat și ca arie specială de conservare în februarie 2013.

## Biodiversitate
Situată în ecoregiunea alpină, aria protejată conține 19 habitate naturale: Roci stâncoase cu vegetație pionieră de Sedo-Scleranthion sau Sedo albi-Veronicion dillenii, Lespezi calcaroase, Pajiști alpine și subalpine calcaroase, Păduri alpine de Larix decidua și/sau Pinus cembra, Formațiuni ierboase bogate în specii de Nardus, dezvoltate pe substraturi silicioase în zone montane (și în zone submontane, în Europa continentală), Fânețe montane, Pajiști boreale și alpine pe substrat silicios, Păduri montane și subalpine de Pinus uncinata (* dezvoltate pe substrat gipsos sau calcaros), Pante stâncoase calcaroase cu vegetație casmofită, Râuri de munte și vegetația erbacee de pe malurile acestora, Mlaștini alcaline, Pajiști alpine și boreale, Pajiști uscate seminaturale și facies de acoperire cu tufișuri pe substraturi calcaroase (Festuco-Brometalia) (* situri importante pentru orhidee), Pajiști stepice subpanonice, Grohotișuri silicioase de la nivelul montan până la nivelul zăpezii (Androsacetalia alpinae și Galeopsietalia ladani), Formațiuni pioniere alpine de Caricion bicoloris-atrofuscae, Tufărișuri subarctice cu Salix spp., Pante stâncoase silicioase cu vegetație casmofită, Grohotișuri calcaroase și de șisturi calcaroase de la nivelul montan până la nivelul alpin (Thlaspietea rotundifolii).
La baza desemnării sitului se află mai multe specii protejate:
- plante (2): Astragalus alopecurus, Trifolium saxatile
- păsări (6): potârnichea de stâncă (Alectoris graeca saxatilis), acvilă de munte (Aquila chrysaetos), zăgan (Gypaetus barbatus), Lagopus muta helvetica, Lyrurus tetrix tetrix, Pyrrhocorax pyrrhocorax

Pe lângă speciile protejate, pe teritoriul sitului au mai fost identificate 21 de specii de plante, 10 specii de mamifere.